# یواس‌اس دیماند (ای‌ام‌سی-۷۴)
یواس‌اس دیماند (ای‌ام‌سی-۷۴) (به انگلیسی: USS Demand (AMc-74)) یک کشتی بود که طول آن ۹۷ فوت ۱ اینچ (۲۹٫۵۹ متر) بود. این کشتی در سال ۱۹۴۱ ساخته شد.